# Bernie Fraser (économiste)
Pour les articles homonymes, voir Bernie Fraser et Fraser.
Bernard William Fraser (né le 26 février 1941) est un économiste australien. Il est le 5e gouverneur de la Banque de réserve d'Australie (Reserve Bank of Australia) de septembre 1989 à septembre 1996.

## Biographie
Né à Junee en Nouvelle-Galles du Sud, Fraser étudie à l'université de Nouvelle-Angleterre en Australie et à l'université nationale australienne. Il joint la fonction publique australienne en 1961 en débutant dans le Département du Développement national (en). Il poursuit avec l'Office nationale de l'énergie et pour le Département du Trésor (en) en 1963. En 1981, Fraser est nommé directeur de l'Office. De retour au Trésor, il en devient secrétaire en septembre 1984 à septembre 1989.
Fraser est également directeur de plusieurs fonds de retraite de l'industrie, ainsi que de la Member Equity Bank (en). Il est président du conseil d'administration de la Climate Change Authority jusqu'en septembre 2015, poste qu'il abandonne à la suite de conflits avec le gouvernement.
Il apparaît dans plusieurs publicités télévisuelles pour fonds de retraite et acquiert une reconnaissabilité avec le slogan it's the super of the future.
Fraser reçoit des doctorats honorifiques de l'université de la Nouvelle-Angleterre et de l'université Charles-Sturt. Il est aussi professeur honorifique d'économies à l'université de Canberra.